# Chervona Ruta (festival)
Chervona Ruta ( em ucraniano:  Червона рута   ) é um festival bienal permanente da juventude ucraniana de música contemporânea e música popular, que acontece a cada dois anos desde 1989.  Foi uma referência onde mais música popular ucraniana foi apresentada, afastando-se da cultura folclórica tradicional ucraniana associada ao gênero " sharovary ". Ao contrário do festival soviético Canção do Ano ( Pesnya goda )  onde apenas uma música selecionada da Ucrânia às vezes era demonstrada, Chervona Ruta permitia mais cantores e canções.
O festival é dedicado ao compositor, compositor e poeta ucraniano Volodymyr Ivasyuk, autor e compositor da popular canção ucraniana Chervona Ruta . O nome pode se referir a uma espécie mitológica ou real de plantas com flores Chervona ruta .

## História
A ideia e o nome do festival pertencem ao jornalista Ivan Lepsha, que foi realizado por Taras Melnyk, Kyrylo Stetsenko, Anatoliy Kalenychenko, Oleh Repetskyi e Ivan Malkovych . O festival desempenhou um papel importante no renascimento da música popular ucraniana e contribuiu para o boom da música ucraniana nos anos 90.
Até o início das reformas soviéticas como " perestroika " (A Reforma) em 1986 junto com " Glasnost " e " Uskoreniye ", a música rock em toda a União Soviética era um tabu. Mas, houve algumas exclusões, como "Spring Rhythms" georgiano de 1980. Dizia-se que hoje você toca jazz (o que significa qualquer música do Ocidente capitalista criada por negros, de acordo com a Grande Enciclopédia Soviética ) e amanhã você venderá sua Pátria ( em russo:  Сегодня ты играешь джаз, а завтра Родину продашь   ).

### O primeiro festival - Chernivtsi 1989
O primeiro festival Chervona Ruta foi realizado de 17 a 24 de setembro de 1989 em Chernivtsi no Estádio Bukovyna . Enquanto o festival foi realizado sob estreita supervisão do KDB republicano (o ramo ucraniano da KGB), militsiya e Partido Comunista da Ucrânia, o hino ucraniano "Shche ne vmerla" foi executado no festival e bandeiras azuis e amarelas foram desfraldadas. Bandas famosas « Vopli Vidoplyasova », « Braty Hadyukiny », «Kvartyra № 50», «Zymovyy sad», Vika Vradiy, Marichka Burmaka, Tryzuby Stas e muitos outros participaram de competições de rock. No total, foram mais de 500 artistas, incluindo cantores da Europa e América do Norte. Os organizadores do festival e os membros do júri ficaram impressionados com o grande número de concorrentes e a qualidade de suas apresentações. Havia uma canção para comemorar Volodymyr Ivasyuk, que foi assassinado 10 anos antes.
O concerto final abriu com sons de trembitas, uma trompa ucraniana alongada das terras altas. As pessoas na multidão carregavam símbolos do SSR ucraniano, como o emblema do estado do SSR ucraniano e a bandeira do estado do SSR ucraniano, e uma grande fogueira foi iniciada no campo de jogo.
O grande prêmio do festival foi recebido por Vasyl Zhdankin, outros laureados incluíram " Sestrychka Vika " (Vika Vradiy), "Komu vnyz", "Braty Hadiukiny", Eduard Drach, Viktor Morozov, Taras Kurchyk, Andriy Mykolaichuk e outros. Foi o nativo de Kuban, Zhdankin, que espontaneamente começou a cantar o hino ucraniano no encerramento do festival.
No concerto final, que decorreu no estádio central de Chernivtsi, a polícia local reprimiu quaisquer manifestações de "nacionalismo", detendo raparigas (muitas da popular "Lion Society") vestidas com blusas amarelas e saias azuis. No estádio , Georgi Gongadze foi atacado e atingido na cabeça pela militsiya.
Rosmay Media Center fez um filme de 6 partes sobre a história do festival.

### Chernivtsi 2019
Chervona Ruta foi realizada de 17 a 22 de setembro novamente em Chernivtsi (cidade natal de Volodymyr Ivasyuk ). Era o 30º Aniversário do Festival.

## Impacto
Ruta Fest fez uma verdadeira "revolução" na cultura ucraniana, que impactou a sociedade em geral. O festival deu origem a uma nova música jovem que não existia antes. Anteriormente, a juventude ucraniana, sem ídolos domésticos, tinha que se contentar com programas de variedades de Moscou ou ouvir estrelas pop ocidentais. Muitas das músicas tocadas pela primeira vez no festival imediatamente se tornaram sucessos, populares entre milhões de pessoas. Os vencedores de "Ruta-89" e suas canções tiveram o melhor desempenho em muitas paradas e pesquisas. Músicos que eram relativamente obscuros apenas alguns dias antes se transformaram em ídolos da juventude ucraniana da noite para o dia. Pela primeira vez, grande parte da população, principalmente os jovens, passou a admirar a música ucraniana, que passou a fazer parte de suas vidas.
Chervona Ruta também lançou um show business nacional na Ucrânia. Foi a Ruta quem se tornou o primeiro cliente para o suporte técnico (palco, som, luz, estúdios de gravação, equipamentos musicais, reprodução de produção musical) e criativo (compositores, arranjadores, produtores de som, poetas, etc.) desses eventos. Durante o primeiro Ruta Fest os discos do festival esgotaram e não atenderam nem um décimo da demanda. E depois que o festival foi realizado, a primeira turnê de shows ucraniana: 87 shows dos vencedores do "Ruth-89" em toda a Ucrânia foram realizados com sucesso sem precedentes em salas lotadas. A música do festival começou a reunir imensos públicos nas centenas de milhares de espectadores nos estádios e grandes praças atraídos pelo valor artístico dos concertos (antes, tanta gente só se reunia para comícios políticos).